# Kalpa (tidsenhet)
Kalpa har i sanskrit betydelsen av eon såsom mycket lång tidrymd. I hinduisk och buddhistisk kosmologi har den även givits en bestämd längd som används i tideräkning och för att ange ålder.

## Hinduistiskt perspektiv
I hinduismen är en kalpa detsamma som 10 000 kaliyuga = 4,32 miljarder år.

## Buddhistiskt perspektiv
I buddhismen förekommer fyra olika längder på en kalpa från en normal kalpa som motsvarar 16 miljoner år till en stor kalpa som är 1 280 miljarder år.
Buddha bestämde själv inte hur många år en kalpa skulle motsvara. Han lär i stället ha givit två liknelser:
1. Tänk dig en kub som är tom i början på varje kalpa, med sidan 25,7495 km (16 engelska mil). En gång per sekel lägger du i ett senapsfrö. Enligt Buddha kommer kuben vara fylld innan kalpan är över.
2. Tänk dig ett enormt berg i början på varje kalpa, ungefär 25,7495 km x 25,7495 km x 25,7495 km (16x16x16 engelska mil), dvs större än Mount Everest. Varje sekel tar du en filt av silke och drar över berget en gång. Berget kommer att vara jämnat med marken innan kalpan är över.